# Scheinhaseln
Die Scheinhaseln oder Blumenhaseln (Corylopsis) sind eine Gattung von Sträuchern aus der Familie der Zaubernussgewächse. Ihren Namen haben sie aufgrund der Ähnlichkeit der Blätter und Blütenstände mit denen der Haseln. Die etwa 30 Arten der Gattung findet man in Japan, Indien, Korea, China und im Himalaya.

## Beschreibung
Die Scheinhaseln sind sommergrüne Sträucher mit zahlreichen, dünnen Zweigen. Junge Zweige sind häufig sternhaarig oder flaumig behaart. Die Knospen werden fünf bis acht Millimeter lang. Sie sind spindelförmig und haben drei sichtbare Knospenschuppen. Die Blütenknospen sind bauchig verdickt und deutlich größer und dicker als die Blattknospen.
Die Blätter stehen wechselständig. Sie sind einfach, breit eirund bis rundlich herzförmig und meist borstig gezähnt. Die Blattbasis ist mehr oder weniger schief. Die Blattadern sind fiedernervig. Die Nebenblätter sind groß, häutig und fallen früh ab, wobei sie eine Narbe hinterlassen.
Die Blüten stehen in hängenden, achselständigen Ähren. Die Tragblätter der Blütenstände sind braun und selten rötlich gefärbt und werden früh abgeworfen. Die Einzelblüten sind zwittrig, gelb und meist duftend. Je Blüte werden ein Tragblatt und zwei Vorblätter gebildet. Das Tragblatt ist farblos bis durchsichtig grün oder hellbraun. Der Kelch ist unscheinbar, die fünf Kronblätter sind genagelt. Je Blüte werden fünf Staubblätter und bis zu fünf Staminodien gebildet. Der Fruchtknoten ist zweifächrig und oberständig bis halboberständig und hat zwei Griffel. Die Blüten erscheinen vor dem Blattaustrieb.
Die Früchte sind verholzende, zweifächrige, 6 bis 9 Millimeter große Kapseln, die durch die bleibenden Griffel gehörnt sind, und sich zweiklapprig öffnen.
Die Samen werden 4 bis 6 Millimeter lang und sind glänzend schwarz.
Die Chromosomenzahl der Arten beträgt {\displaystyle 2n=24,} {\displaystyle 48} oder {\displaystyle 72}.

## Verbreitung
Das natürliche Verbreitungsgebiet der Arten der Scheinhaseln reicht von Japan über Korea, Indien und China bis in den Himalaya.

## Systematik und Forschungsgeschichte

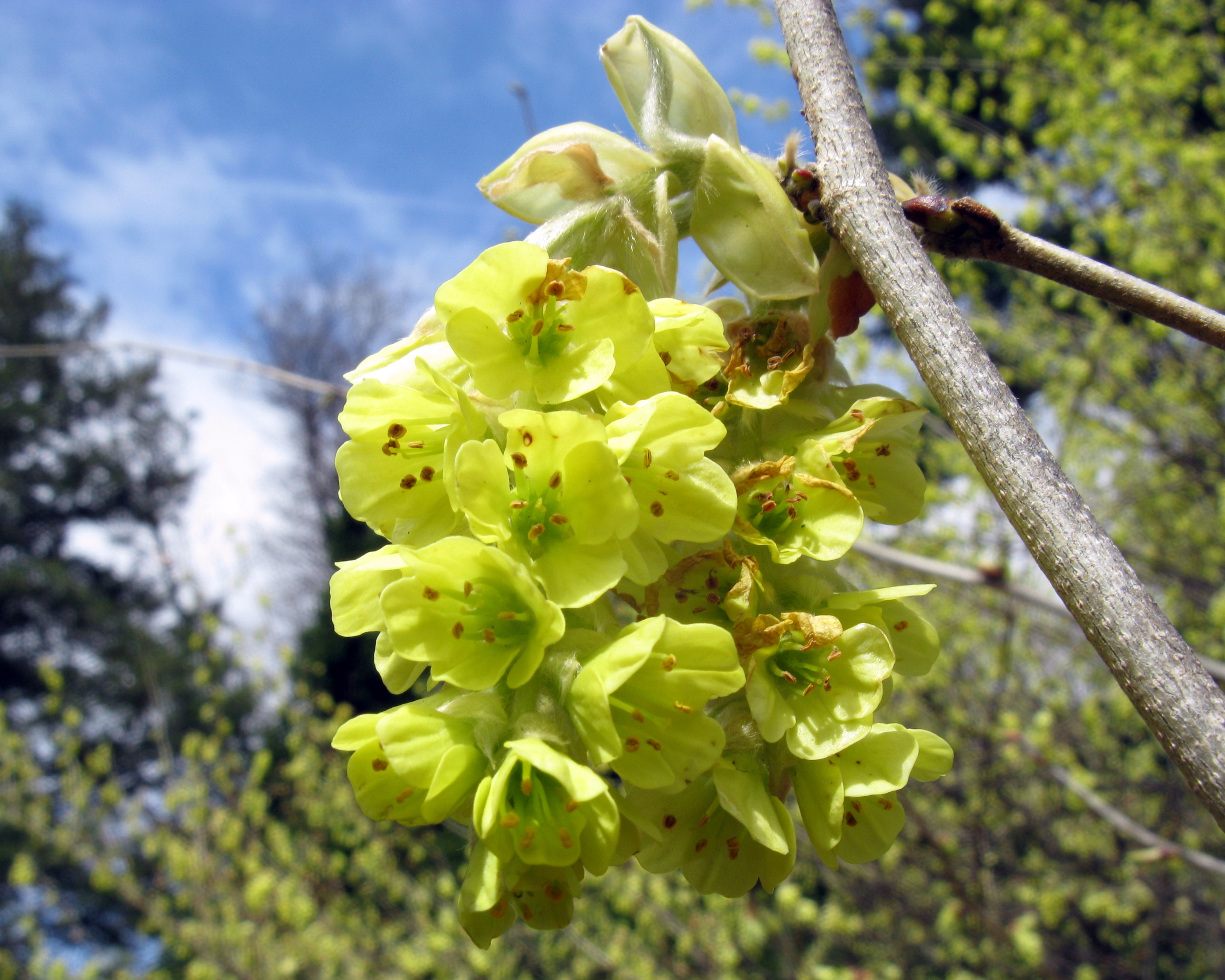
Blüten der Chinesischen Scheinhasel (Corylopsis sinensis)

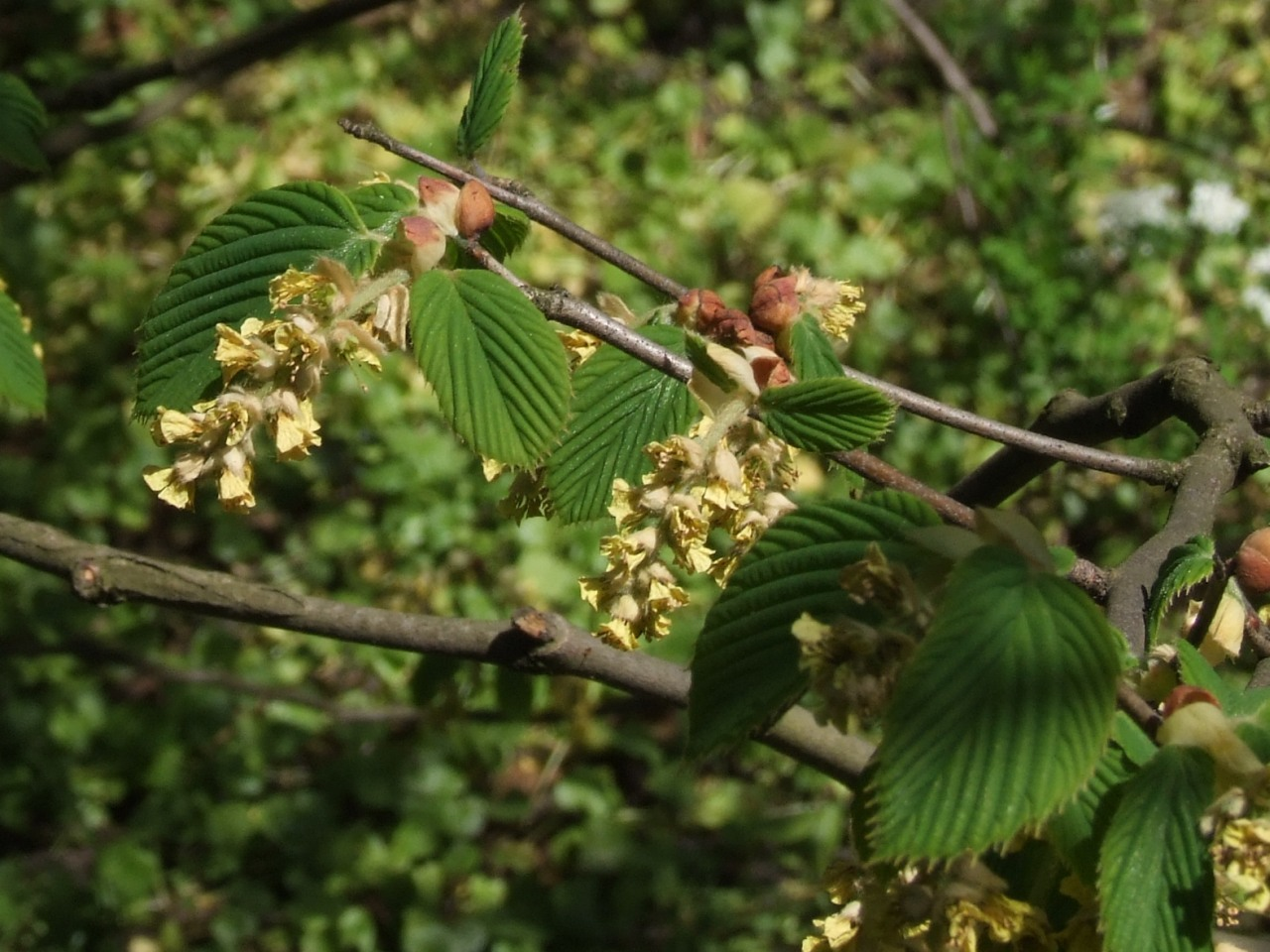
Blätter der Ährigen Scheinhasel (Corylopsis spicata)

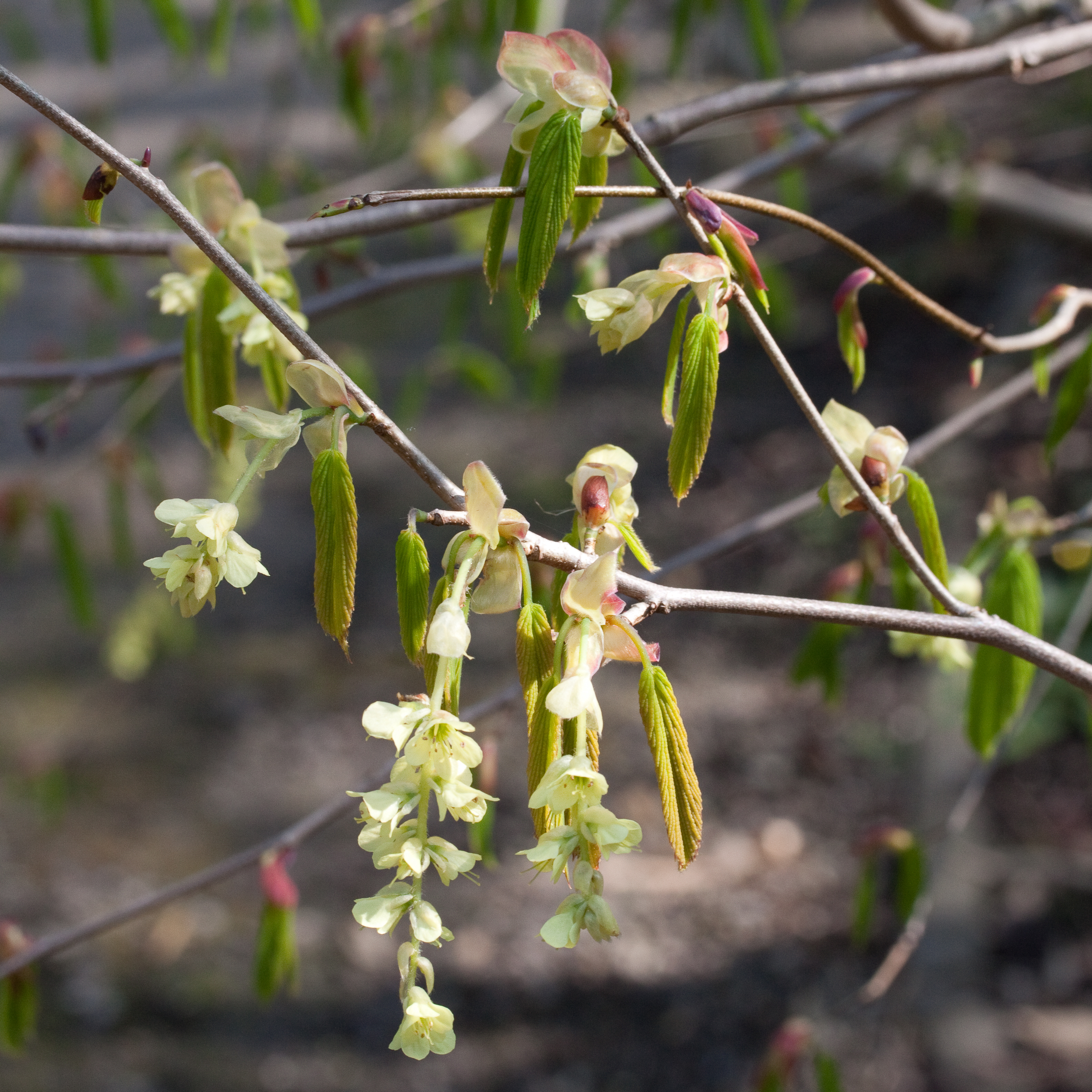
Willmotts Scheinhasel (Corylopsis willmottiae)

Die Scheinhaseln (Corylopsis) sind eine Gattung in der Familie der Zaubernussgewächse (Hamamelidaceae). Dort wird sie in der Tribus Corylopsideae der Unterfamilie Hamamelidoideae zugeordnet. Die Gattung wurde von Siebold und Zuccarini 1835 in der Flora Japonica erstbeschrieben. Der wissenschaftliche Name Corylopsis leitet sich von Corylos, dem Gattungsnamen der Haseln, und vom griechischen Wort „opsis“ für „Aussehen“ ab. Er entspricht damit dem deutschen Namen Scheinhaseln und verweist auf die Ähnlichkeit von Laubblättern und Blütenständen mit denen der Haseln.
Die Arten der Gattung sind (Auswahl):
- Corylopsis alnifolia (H.Lév.) C.K.Schneid.: Sie kommt in der chinesischen Provinz Guizhou vor.[3]
- Corylopsis brevistyla H.T.Chang: Sie kommt im nördlichen Yunnan vor.
- Kahle Scheinhasel (Corylopsis glabrescens Franch. & Sav.), Heimat: Japan
- Corylopsis glandulifera Hemsl.: Sie kommt in den chinesischen Provinzen Anhui, Jiangxi und Zhejiang vor.[3]
- Corylopsis glaucescens Hand.-Mazz.: Sie kommt im nordwestlichen Yunnan vor.[3]
- Corylopsis henryi Hemsl.: Sie kommt im westlichen Hubei und im östlichen Sichuan vor.[3]
- Corylopsis microcarpa H.T.Chang: Sie kommt im südlichen Gansu und im nördlichen Sichuan vor.[3]
- Corylopsis multiflora Hance: Sie kommt in zwei Varietäten in den chinesischen Provinzen Fujian, Guangdong, Guangxi, Guizhou, Hubei, Hunan, Taiwan und Yunnan vor.[3]
- Corylopsis obovata H.T.Chang: Sie kommt in den chinesischen Provinzen Chongqing und Guizhou vor.[3]
- Corylopsis omeiensis W.C.Cheng: Sie kommt im südwestlichen Guizhou und im zentralen Sichuan vor.[3]
- Armblütige Scheinhasel (Corylopsis pauciflora Siebold & Zucc.), Heimat: Japan, Taiwan
- Corylopsis platypetala Rehder & E.H. Wilson: Sie kommt in den chinesischen Provinzen Anhui, Hubei und Sichuan vor.[3]
- Corylopsis rotundifolia H.T.Chang: Sie kommt in den chinesischen Provinzen Chongqing und Guizhou vor.[3]
- Chinesische Scheinhasel (Corylopsis sinensis Hemsl.): Sie kommt in zwei Varietäten in den chinesischen Provinzen Anhui, Fujian, Guangdong, Guangxi, Guizhou, Hubei, Hunan, Jiangxi, Sichuan und Zhejiang vor.[3]
- Ährige Scheinhasel (Corylopsis spicata Siebold & Zucc.), Heimat: Japan
- Corylopsis stelligera Guillaumin: Sie kommt im südwestlichen China vor.[3]
- Corylopsis trabeculosa Hu & W.C.Cheng: Sie kommt im nordwestlichen Yunnan vor.[3]
- Veitchs Scheinhasel (Corylopsis veitchiana Bean): Sie kommt in den chinesischen Provinzen Anhui, Hubei und Sichuan vor.[3]
- Corylopsis velutina Hand.-Mazz.: Sie kommt im südwestlichen Sichuan vor.[3]
- Willmotts Scheinhasel (Corylopsis willmottiae Rehder & E.H.Wilson): Sie kommt im westlichen Sichuan vor.[3]
- Corylopsis yui Hu & W.C.Cheng: Sie kommt im nordwestlichen Yunnan vor.[3]
- Corylopsis yunnanensis Diels: Sie kommt im westlichen Yunnan vor.[3]

## Verwendung
Die Scheinhaseln werden aufgrund ihrer dekorativen zartgelben Blüten und des frühen Blühbeginns, aber auch wegen der gelben Herbstfärbung als Zierpflanzen verwendet.

## Nachweise